# Савинская (Усть-Вельское сельское поселение)
Савинская — деревня в Вельском районе Архангельской области. Входит в состав Муниципального образования «Усть-Вельское».

## География
Деревня расположена в южной части Архангельской области, в таёжной зоне, в пределах северной части Русской равнины, в 26 километрах на запад от города Вельска, на левом берегу реки Синега притока Вели. Ближайшие населённые пункты: на северо-западе посёлки Синега и Синега-Лесопункт.
Часовой пояс
Савинская, как и вся Архангельская область, находится в часовой зоне МСК (московское время). Смещение применяемого времени относительно UTC составляет +3:00.

## Население
| 2002 | 2010 | 2012 | 2014 |
| ---- | ---- | ---- | ---- |
| 22   | ↘11  | ↗20  | ↘18  |

## История
Указана в «Списке населённых мест по сведениям 1859 года» в составе Вельского уезда(2-го стана) Вологодской губернии под номером «2527» как «Савинская». Насчитывала 26 дворов, 92 жителя мужского пола и 103 женского.
В 1893 году в деревне построена приписная Вознесенская церковь прихода Пежемской Богоявленской церкви. С западной стороны церкви было пристроено здание церковной школы. 25 июня 1910 года церковь сгорела вместе со всем имуществом.
В материалах оценочно-статистического исследования земель Вельского уезда упомянуто, что в 1900 году в административном отношении деревня входила в состав Пежемского сельского общества Никифоровской волости. На момент переписи в селении Савинская(Верхняя Синега) находилось 50 хозяйств, в которых проживало 146 жителей мужского пола и 177 женского.